# Стандартизована німецька мова
Стандартизована німецька мова (нім. Standardhochdeutsch, Standarddeutsch, Hochdeutsch, або у Швейцарії, Schriftdeutsch) — стандартизований різновид німецької мови, який використовується в офіційних контекстах і для спілкування між різними діалектними областями. Це плюрицентрична Аусбау-парадигма з трьома кодифікованими (або стандартизованими) специфічними регіональними варіантами: німецькою стандартизованою німецькою мовою, австрійською стандартизованою німецькою мовою та швейцарською стандартизованою німецькою мовою.
Що стосується ортографії та пунктуації, рекомендований стандарт публікує Рада німецької ортографії, яка представляє уряди всіх німецькомовних країн і залежних від них більшості та меншості. Дотримання є обов’язковим для державних установ, у тому числі шкіл. Що стосується вимови, хоча офіційного органу стандартизації не існує, існує давня де-факто стандартизована вимова (Bühnendeutsch), яка найчастіше використовується в офіційному мовленні та навчальних матеріалах. Вона схожа на офіційну німецьку мову, якою розмовляють у Ганновері та його околицях. Дотримання цих стандартів приватними особами та компаніями, включаючи друковані та аудіовізуальні ЗМІ, є добровільним, але широко поширеним.

## Витоки
Стандартизована німецька мова виникла не як традиційний діалект певного регіону, а як письмова мова, яка розвивалася протягом кількох сотень років, під час яких письменники намагалися писати так, щоб це було зрозуміло на найбільшій території.
Переклад Біблії, здійснений Мартіном Лютером у 1522 році, був важливим кроком до ранньої стандартизації письмової німецької мови. Лютер базував свій переклад значною мірою на вже розробленій мові саксонської канцелярії, яка була більш зрозумілою, ніж інші діалекти, і як центральнонімецький діалект вважався «на півдорозі» між діалектами півночі та півдня. Лютер спирався переважно на східно-верхньонімецькі та східно-центральнонімецькі діалекти та зберіг значну частину граматичної системи середньоверхньонімецької мови. 
Пізніше, у 1748 році, граматичний посібник Йоганна Крістофа Готтшеда Grundlegung einer deutschen Sprachkunst став ключовим у розвитку німецького письма та стандартизації мови. Подібно до Лютера, Ґотшед базував свій посібник на центральнонімецькому варіанті верхньосаксонської території. У середині XVIII століття і далі почав з’являтися письмовий стандарт, який отримав широке визнання в німецькомовних регіонах, таким чином завершивши період ранньої нововерхньонімецької мови.
Приблизно до 1800 року стандартизована німецька була майже повністю письмовою мовою. Люди в Північній Німеччині, які розмовляли переважно нижнесаксонськими мовами, які дуже відрізнялися від стандартизованої німецької, потім вивчали її більш-менш як іноземну. Однак пізніше північна вимова (стандартизованої німецької мови) стала вважатися стандартизованою і поширилася на південь; у деяких регіонах (наприклад, навколо Ганновера) місцевий діалект повністю вимер як розмовна мова, але зберігся в діалектній літературі та наукових описах.
Таким чином, поширення стандартизованої німецької мови як мови, що викладається в школі, визначає німецький Sprahraum, який, таким чином, був політичним рішенням, а не прямим наслідком діалектної географії. Це дозволило територіям з діалектами з дуже малою взаємною зрозумілістю брати участь в одній культурній сфері. Зараз місцеві діалекти використовуються переважно в неофіційних ситуаціях або вдома, а також у діалектній літературі, але останнім часом у засобах масової інформації з’явилося відродження німецьких діалектів. 

## Термінологія
У німецькій мові стандартизована німецька мова зазвичай називається Hochdeutsch, що відображає той факт, що його фонетика здебільшого нагадує верхньонімецьку мову, якою розмовляють у південних нагір’ях і Альпах (включаючи Австрію, Швейцарію, Ліхтенштейн і частини північної Італії, а також південну Німеччину). Відповідний термін нижньонімецька мова відображає той факт, що ці діалекти належать до низовин, що простягаються до Північного моря. Широко поширене, але помилкове враження, що Hochdeutsch називається так тому, що він сприймається як «хороший німецький», призвело до використання нібито менш осудливого Standarddeutsch («Стандартизована німецька»), deutsche Standardsprache («Німецька книжна мова»). З іншого боку, «стандартизовані» письмові мови Швейцарії та Австрії були кодифіковані як стандарти, відмінні від тих, що використовуються в Німеччині. З цієї причини «Hochdeutsch» або «верхньонімецька», спочатку просто географічне позначення, без проблем застосовується до швейцарської стандартизованої німецької та австрійської німецької, а також до німецької стандартизованої німецької мови, і з цієї причини може бути кращим. Більш точний термін для діалектів південної частини німецького мовного ареалу — «верхньонімецька» (Oberdeutsch).

## Плюрицентризм

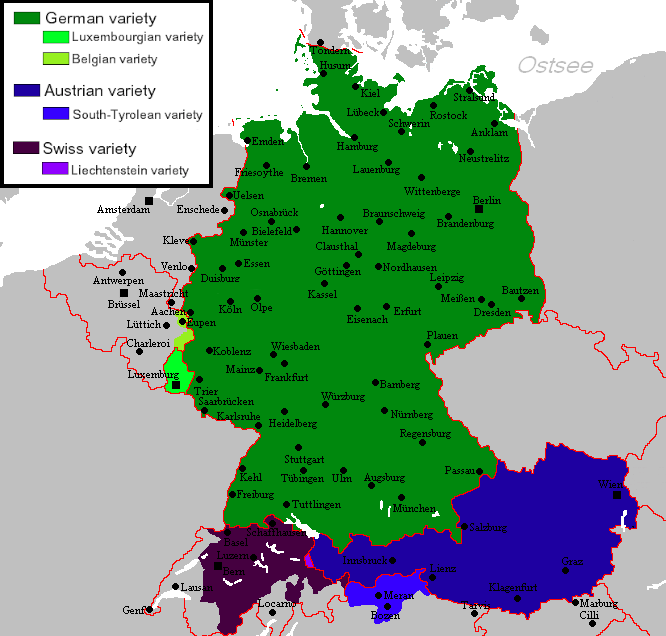
Національні та регіональні стандартизовані різновиди німецької мови.

Стандартизована німецька є плюрицентричною з різними національними різновидами, а саме: німецькою стандартизованою німецькою мовою, австрійською стандартизованою німецькою мовою та швейцарською стандартизованою німецькою мовою. Ці різновиди стандартизованої німецької мови відрізняються лише декількома особливостями, переважно лексикою та вимовою, але в деяких випадках граматикою та ортографією. У формальному письмовій формі відмінності від мінімальних до неіснуючих; Що стосується розмовної мови, більшість носіїв легко впізнають різні варіанти стандартизованої німецької мови. 
Ці три національні стандарти (німецький, австрійський і швейцарський) були прийняті іншими німецькомовними країнами та спільнотами як стандартизована форма німецької мови. Німецький стандарт застосовується в Люксембурзі, Бельгії та Намібії, тоді як швейцарський стандарт був прийнятий у Ліхтенштейні.
Варіації стандартизованих німецьких різновидів не слід плутати з варіаціями місцевих німецьких діалектів. Незважаючи на те, що стандартизовані німецькі різновиди певною мірою залежать від місцевих діалектів, вони дуже відмінні. Усі різновиди стандартизованої німецької мови базуються на спільній традиції письмової німецької мови, тоді як місцеві діалекти мають своє власне історичне коріння, яке сягає далі, ніж уніфікація письмової мови, і у випадку нижньонімецької мови належать до іншої мова цілком.

## Континуум між стандартизованою німецькою мовою та німецькими діалектами
У більшості регіонів носії використовують континуум сумішей від більш діалектних різновидів до більш стандартизованих різновидів відповідно до ситуації. Однак є два (або три) винятки:
- У Північній Німеччині немає континууму в строгому сенсі між місцевими різновидами нижньонімецької ("Plattdeutsch"), з одного боку, і стандартизованої німецької, з іншого. Оскільки перші не зазнали верхньонімецького зсуву приголосних, вони надто відрізняються від стандарту, щоб виник континуум. Верхньонімецьку та нижньонімецьку найкраще розглядати як окремі мови, але оскільки верхньонімецька (середня та верхньонімецька) та нижньонімецька утворюють діалектний континуум, а стандартизована німецька служить dachsprache для всіх форм німецької мови, їх часто описують як діалекти німецької мови. Відповідно до соціолінгвістичного підходу до проблеми, навіть якщо нижньонімецькі діалекти є Abstandsprachen (лінгвістично досить різними), вони сприймаються як діалекти німецької мови, оскільки в них відсутній Ausbau. Проте нижньонімецька мова справді вплинула на народні мови, що базуються на стандартах, якими сьогодні розмовляють у Північній Німеччині, шляхом перенесення мови (у вимові, лексиці, граматиці та синтаксисі), і вона продовжує робити це в обмеженому ступені. Верхньонімецька мова, на яку сильно вплинула нижньонімецька, відома як Missingsch, але більшість сучасних північних німців демонструють у своєму мовленні лише проміжний нижньонімецький субстрат.
- У німецькомовній Швейцарії немає такого континууму між різновидами швейцарської німецької мови та швейцарською стандартизованою німецькою мовою, і використання стандартизованої німецької майже повністю обмежується письмовою мовою. Тому цю ситуацію називають медіальною диглосією. Корінні швейцарці рідко розмовляють стандартизованою німецькою[5], і навіть тоді акцент і словниковий запас є дуже швейцарськими, за винятком, наприклад, розмов з людьми, які взагалі не розуміють швейцарських німецьких діалектів, і це передбачається використовувати в школі. Стандартизована німецька мова, однак, залишила чіткий відбиток на сучасних варіантах швейцарської німецької мови, регіональні вирази та лексику було замінено матеріалом, асимільованим зі стандартизованої мови. Проте з усіх німецькомовних країн Швейцарія найбільш повно зберегла використання діалекту в повсякденних ситуаціях. У деяких повсякденних ситуаціях діалект використовується меншою мірою в південній Німеччині, Австрії, Ліхтенштейні, Ельзасі та Південному Тіролі. Регулярне використання діалекту в швейцарських ЗМІ (радіо, Інтернет і телебачення) контрастує з його набагато рідшою появою в ЗМІ Австрії, Німеччини, Східної Бельгії, Південного Тіролю та Ліхтенштейну.
- Люксембурзька мова вважалася німецьким діалектом, як і інші, приблизно до Другої світової війни, але потім вона зазнала аусбау, тобто створила власну стандартизовану форму в лексиці, граматиці та ортографії, і тому сьогодні розглядається як незалежна мова, мова аусбау. У зв’язку з тим, що люксембурзька мова є носіями максимум 600 000 осіб, ресурси цієї мови, такі як книги, газети, журнали, телебачення, Інтернет тощо, обмежені. Оскільки більшість люксембуржців також розмовляють стандартизованою німецькою та французькою, існує сильна конкуренція з цими двома мовами, які мають дуже великі мовні ресурси. Люксембуржці, як правило, говорять на трьох мовах, в одних сферах життя використовують французьку та стандартизовану німецьку, а в інших – люксембурзьку. Стандартизовану німецьку мову викладають у школах Люксембургу, і близько 90% населення розмовляють нею[6].

## Фонологія
Хоча три основні національні різновиди визнані трьома різними стандартами, відмінностей небагато, можливо, можна порівняти з різницею між британською та американською англійською. Duden дійсно кодифікує стандартизовану вимову для німецької стандартизованої німецької мови, допускаючи невелику кількість розбіжностей: наприклад, рядок «äh» має дві дозволені вимови, /ɛː/ та /eː/. Деякі регіони вважають правильним лише перше, тоді як інші використовують лише друге; Duden тепер визнає обидва правильними. Стандартизована верхньонімецька вимова зазвичай використовується на радіо та телебаченні, а також у навчальних матеріалах німецької мови для нерідних і, принаймні, за бажанням викладачів мови. Цей акцент задокументовано в довідкових роботах, таких як Deutsches Aussprachewörterbuch (Словник вимови німецької мови) Єви-Марії Креч та ін., Duden 6 Das Aussprachewörterbuch (Том 6 Duden, Словник вимови) Макса Мангольда та навчання матеріали на Westdeutscher Rundfunk (Західнонімецьке мовлення) і Deutschlandfunk (Радіо Німеччини). Це вигаданий акцент, а не випромінювання якогось конкретного німецькомовного міста. Часто кажуть, що жителі Ганновера розмовляють німецькою мовою з акцентом, який найбільше наближається до стандарту словників Дудена, але це твердження є спірним, особливо тому, що воно однаково добре стосується решти Північної Німеччини.

## Ортографія

### Особливості
Стандартизована верхньонімецька мова записується латинським алфавітом. Окрім 26 стандартизованих літер, німецька мова має три голосні зі знаком умляуту, а саме ä, ö та ü, а також Eszett або scharfes s (дієз s): ß. У Швейцарії та Ліхтенштейні замість ß використовується ss. Оскільки ß ніколи не може стояти на початку слова, вона не має традиційної форми у верхньому регістрі.

### Історія
Перший крок до стандартизації ранньонововерхньонімецької мови, хоча й не обов’язковий, було зроблено Біблією Лютера 1534 року. Як наслідок, ортографії канцелярії Саксен-Віттенберзького герцогства настільки поширилась у XVII столітті, що її використовували в таких текстах, як редакція Цюрихської Біблії 1665 року.
Перша ортографічна конференція була скликана в 1876 році за наказом уряду Пруссії, але провалилася. Конрад Дуден опублікував перше видання свого словника, пізніше відомого як Duden, у 1880 році. Перша кодифікація правопису Другої ортографічної конференції 1901 року, заснована на роботі Дудена, набула чинности в 1902 році.
У 1944 році була невдала спроба ще однієї реформи; це було відкладено за наказом Гітлера і більше не розглядалося після закінчення Другої світової війни.
У наступні десятиліття правопис німецької мови де-факто вирішували редактори словників Duden. Після війни цю традицію дотримувалися два різні центри: Мангейм у Західній Німеччині та Лейпциг у Східній Німеччині. На початку 1950-х років кілька інших видавництв почали атакувати монополію Duden на Заході, видаючи власні словники, які не завжди відповідали «офіційному» написанню, встановленому Duden. У відповідь міністри культури федеральних земель Західної Німеччини офіційно оголосили правопис Duden обов’язковим з листопада 1955 року («Duden-Monopol» або «Dudenmonopol», «Duden-Privileg» або «Dudenprivileg»).

#### Реформа правопису 1996 року
Реформа правопису 1996 року базувалася на міжнародній угоді, підписаній урядами німецькомовних країн Німеччини, Австрії, Ліхтенштейну та Швейцарії; але прийняття реформи було обмеженим і призвело до публічних суперечок і значних суперечок. Землі (Bundesländer) Північного Рейну-Вестфалії та Баварії відмовилися прийняти його. Одного разу суперечка дійшла до вищої судової інстанції, яка швидко її відхилила, стверджуючи, що землі мають вирішити самі і що реформа може бути офіційним правилом лише в школах. Усі інші могли продовжувати писати так, як навчилися.
Тоді у 2004 році більшість німецьких друкованих ЗМІ дотримувалися реформи, деякі газети, такі як Die Zeit, Neue Zürcher Zeitung і Süddeutsche Zeitung, створили власні власні ортографії.
Через 10 років, без будь-якого втручання федерального парламенту, у 2006 році було введено серйозний перегляд реформи правопису, оскільки виникли розбіжності щодо використання великих літер і поділу німецьких слів. Також були переглянуті правила, що регулюють розділові знаки.
Найпомітніша зміна, мабуть, відбулася у використанні літери ß, яка називається scharfes s (різке S) або Eszett (вимовляється ess-tsett, походить від ſz). Традиційно ця літера використовувалася в трьох ситуаціях:
1. Після довгого голосного або сполучення голосних;
2. Перед t;
3. У кінці складу.

Прикладом є Füße, paßt, і daß. Наразі діє лише перше правило, яке робить реформований правопис Füße, passt, і dass. Слово Fuß «стопа» містить букву ß, оскільки містить довгу голосну, навіть якщо ця буква стоїть у кінці складу. Логіка цієї зміни полягає в тому, що «ß» — це одна літера, тоді як «ss» — це дві літери, тому така ж різниця застосовується (наприклад) між словами den і denn.

## Організації
Кілька організацій сприяють використанню та вивченню стандартизованої німецької мови.

### Goethe Institut
Goethe-Institut, який підтримується урядом, (названий на честь Йоганна Вольфганга фон Гете) має на меті покращити знання німецької культури та мови в Європі та решті світу. Це робиться шляхом проведення виставок і конференцій на німецьку тематику, а також навчання та керівництво щодо вивчення та використання німецької мови. Наприклад, Goethe-Institut викладає Goethe-Zertifikat Кваліфікація німецької мови.

### Deutsche Welle

Логотип Deutsche Welle

Німецький державний мовник Deutsche Welle забезпечує радіо- та телевізійні передачі стандартизованою німецькою мовою та 30 іншими мовами по всьому світу. Послуги стандартизованої німецької мови розмовляють повільно, тому адаптовані для учнів. Deutsche Welle також надає веб-сайт e-learning для вивчення стандартизованої німецької мови.